# Hana Rached
Hana Rached (arabe : هناء راشد), née en 1933 à Tunis et morte le 8 août 2003 à New York, est une chanteuse tunisienne.

## Biographie
Elle est issue d'une grande famille d'artistes vivant dans le quartier tunisois de Lafayette. Sa mère Flifla Chamia est une chanteuse et danseuse, qui a joué dans le premier film tourné en Tunisie, Le Fou de Kairouan (1937). Ses tantes Ratiba et Bahia Chamia sont également des artistes. Parmi ses parents, on compte aussi les musiciens Henri Saadoun et Raoul El Masri.
Dotée d'une belle voix, elle se produit dans les fêtes familiales avant de faire sa première apparition en public le 26 mai 1951. Mohamed Maghrebi dit d'elle qu'« elle se distingue par la beauté de son timbre et l'émotion de sa voix et surtout la force et la hauteur de ses cordes vocales, des qualités qui lui valent une appréciation unanime ».
Le poète Ahmed Kheireddine devient son mentor et compagnon de route et le compositeur Mohamed Triki son père spirituel. Si Triki et Sayed Chatta (ar) lui composent des chansons, elle compose tout de même certains de ses titres. Elle accompagne également Ali Riahi au Casino de Tunis durant des soirées ramadanesques.
En 1954, elle s'essaie au théâtre, en jouant aux côtés de Hédi Semlali dans la pièce Le Marchand de Venise de William Shakespeare, dans une mise en scène de l'homme de théâtre égyptien Zaki Toulaïmet. Elle participe aussi à la série radiophonique Mille et Une Nuits réalisée par Kamel Baraket.
Malgré tout, Rached ne cherche pas à enregistrer ses succès ou à gérer sa carrière. Lorsque l'occasion de partir pour les États-Unis se présente, elle la saisie. Elle continue ensuite de chanter mais pas avec le même succès qu'auparavant. En 1993, à l'occasion du Festival de la chanson tunisienne, elle revient à Tunis et découvre que son public ne l'a pas oubliée. Elle meurt le 8 août 2003 à New York à l'âge de 70 ans.

## Répertoire
Il n'est pas aisé de reconstituer le répertoire de Hana Rached. Le grand public se rappelle cependant certains de ses grands succès :
| Titre                           | Nom original              | Poète/Parolier           | Compositeur       |
| ------------------------------- | ------------------------- | ------------------------ | ----------------- |
| Ya farhanin bel hawa            | يا فرحانين بالهوى         | Sayed Chatta (ar)        | Sayed Chatta (ar) |
| Fatanti el malaeka              | فتنت الملائكه             | Mohamed Maârouf Roussafi | Sayed Chatta (ar) |
| Anta fiddonia nassibi           | أنت في الدنيا نصيبي       | Ahmed Kheireddine        | Sayed Chatta (ar) |
| Ya habibi akfarat               | يا حبيبي أقفرت دنيا الهوى | Mahmoud Bourguiba        | Sayed Chatta (ar) |
| Ya mbadelletni                  | يا مبدلتني                | Ridha Khouini            | Ahmed Sabra       |
| Zaraat el ward                  | زرعت الورد                | Mohamed Boudhina         | Ahmed Sabra       |
| Ainin soud                      | عينين سود                 | Mohamed Marzouki         | Mohamed Triki     |
| Yal azeba mabsouta              | يا العازبة مبسوطة         | Mahmoud Bourguiba        | Mohamed Triki     |
| Ya mahlaha essahria             | يا محلاها السهرية         | Mahmoud Bourguiba        | Mohamed Triki     |
| Ya rakbine el khil kouloul Hawa | قولو لحواء                | Abderrazak Karabaka      | Mohamed Triki     |
| Dhaâ essabr                     | ضاع الصبر غدالي           | Ahmed Kheireddine        | Mohamed Triki     |
| Fellil wedhlame                 | في الليل و الظلام         | ?                        | Mohamed Triki     |
| Ya naima                        | يا نائمة و النوم ذبل عينك | Ahmed Kheireddine        | Hana Rached       |
| Ya hajira Ya mlaïa lekbida      | يا هاجرة                  | Ahmed Kheireddine        | Hana Rached       |
| Ya nakra lemwada                | يا ناكرة المودة           | Ahmed Kheireddine        | Hana Rached       |
| Nenched qalbi alach inhébek     | ننشد قلبي                 | Ahmed Kheireddine        | Hana Rached       |
| Ya layl tol                     | يا ليل طل                 | Ibn Zeydoun              | Hana Rached       |
| Damaï fi ini ihtar              | دمعي يا عين احتار         | Naceur Bouaziz           | Hana Rached       |
| Hannitha wala youm              | هنيتها ولا يوم هنتني      | ?                        | Hana Rached       |
| Ya ghaliya                      | يا غالية                  | ?                        | ?                 |
| Ya ain                          | يا عين                    | ?                        | ?                 |
| Omri rah                        | عمري راح                  | ?                        | ?                 |
| Haram alik                      | حرام عليك                 | ?                        | ?                 |